# Трапецоедр

Трикутний трапецоедр
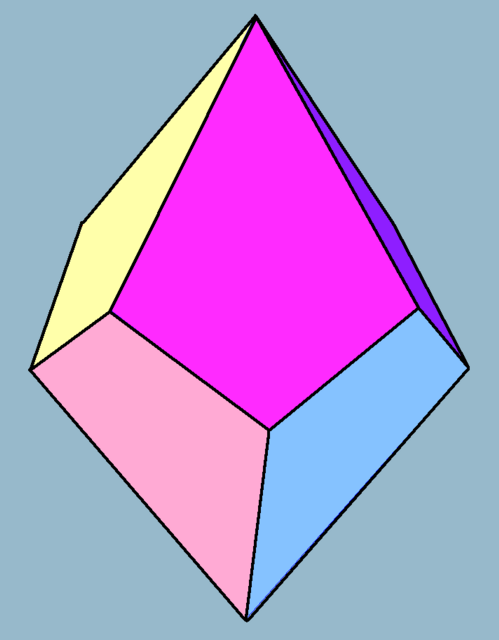
Чотирикутний трапецоедр
П'ятикутний трапецоедр
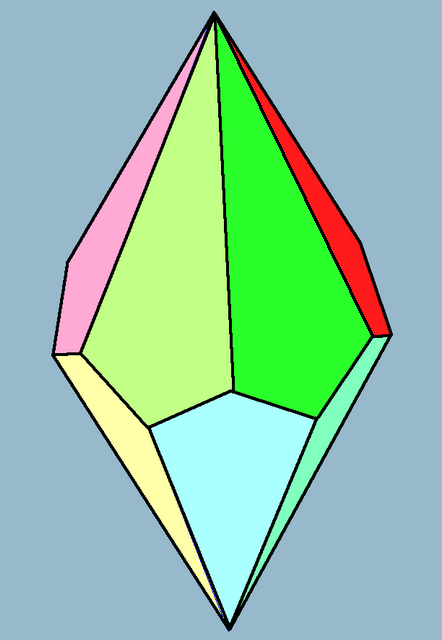
Шестикутний трапецоедр

Трапецоедр (дельтоедр, антитегум) — це многогранник, двоїстий антипризмі. Якщо в початкової антипризми основи — n-кутники, то у відповідного їй трапецоедра є 2n граней, що мають форму дельтоїда.
Називають трапецоедри за кількістю кутів біля основи антипризми, двоїстими до якої вони є. Наприклад, чотирикутний трапецоедр — це многогранник, двоїстий чотирикутній антипризмі.